# کاترین وایت
کاترین وایت (به انگلیسی: Catherine White) (زادهٔ ۲۶ ژوئن ۱۹۶۵) شناگر اهل بریتانیا است.